# 平額

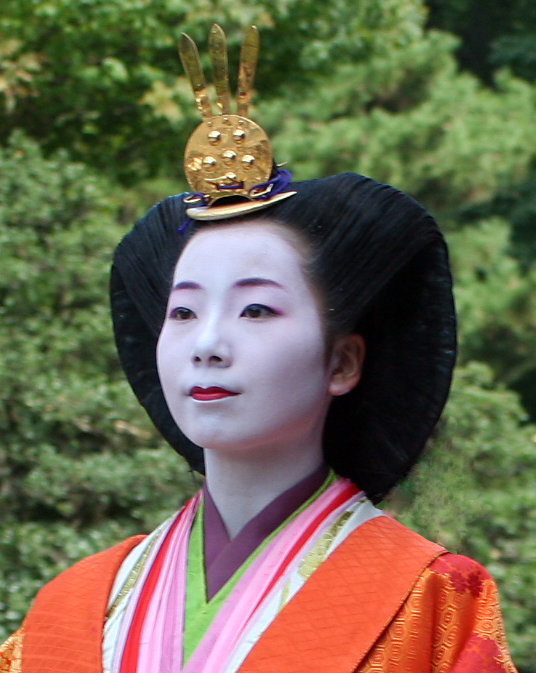
平額。時代祭より。

平額（ひらびたい）は、皇族や公家の女子が女房装束（十二単）を着用する際に髪に挿す髪飾りの一種である。

## 構造と種類
近世の平額は下部が少し凹んだ形状の円盤の上から角が3本突き出た形をしている。
付属品としては、櫛、釵子（さいし）、紫紐があり、平額と合わせて髪上具（かみあげぐ）と呼ぶ。
ほかに采女装束や女性皇族が大嘗祭のときに使用する、角の代わりに枝に梅の花が付く心葉（こころば）付平額や女性天皇が挿す位験付平額がある。心葉付平額を挿すときは日陰の糸（日陰の鬘）という白の組糸からなる飾りを垂らす。

## 歴史

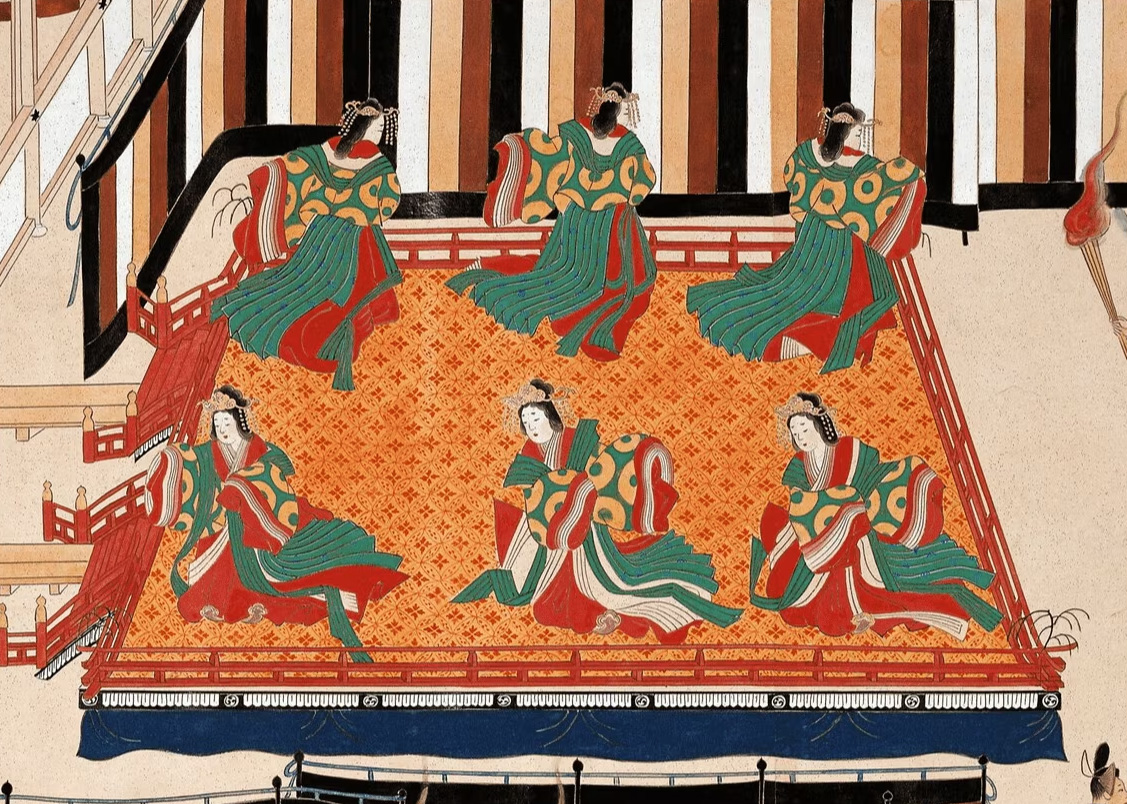
『年中行事絵巻』（模本）の内宴部分。舞女の髪飾りは宝髻という説がある。

奈良時代の『養老律令』衣服令には、内親王（天皇の娘と姉妹）、女王（内親王以外の女子皇族）、内命婦（五位以上の女子）の礼服に関する記述があり、そこに宝髻（ほうけい）と呼ばれる髪飾りへの言及がある。
それによると、宝髻は金玉、すなわち金と宝玉からなり、髻（たぶさ）の緒を飾ることから宝髻（ほうけい）と呼ぶとある。その形状は不明であるが、薬師寺吉祥天像に見られる髪飾りのような意匠だったとする説がある。
平安時代中期になると、国風文化の影響を受けて、女子礼服も物具装束、女房装束へと和様化した。
源高明『西宮記』に、五位の女房が着る装束に「徴（しるし）」についての言及があり、これは男子の礼冠に相当する動物形の髪飾りを指すという説がある。

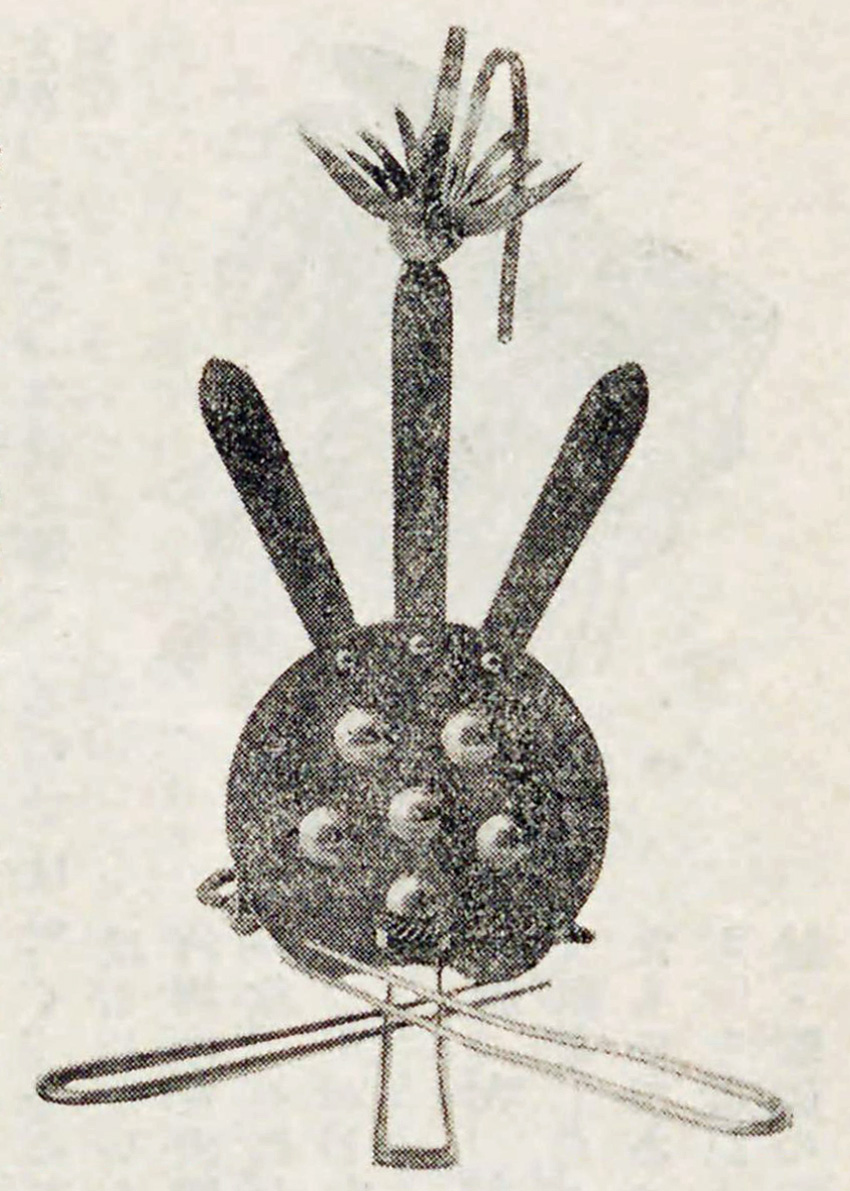
後桜町天皇の位験付平額

『永仁御即位用途記』（1298年）には、「位験（いけん）」という髪飾りについての言及がある。位験とは位（くらい）をあらわす験（しるし）という意味である。それによると、身分に応じて「金鳳含玉」と「麟形」の位験があった。おそらく宝玉もしくはそれを含む瓔珞を嘴にくわえた金の鳳凰と、麒麟の形をした髪飾りであったと考えられる。応永21年（1415年）の称光天皇の即位記録である『称光院御即位記』にも位験の記述がある。
平額については、『中務内侍日記』弘安11年（1288年）3月15日条に、「ひらひたい」の記述がある。なお、当時の平額は髪飾りのことではなく、髪型のことを指すのではないかという説もある。
位験と平額の関係や、いつ位験が廃れたのか不明であるが、おそらく戦国時代に女子礼服の伝統の多くが失われたと思われる。江戸時代の明正天皇の即位記録である『寛永御即位記』には、平額の記述がある。また、『霊元天皇即位・後西天皇譲位図屏風』には、翳（さしば、団扇）をかざす女嬬が平額を着用する様子が描かれている。
京都御所の東山御文庫に、後桜町天皇御料の位験付平額が御物として伝来している。平額の角の上に鳳凰の飾りが乗る珍しい形式である。

## ギャラリー

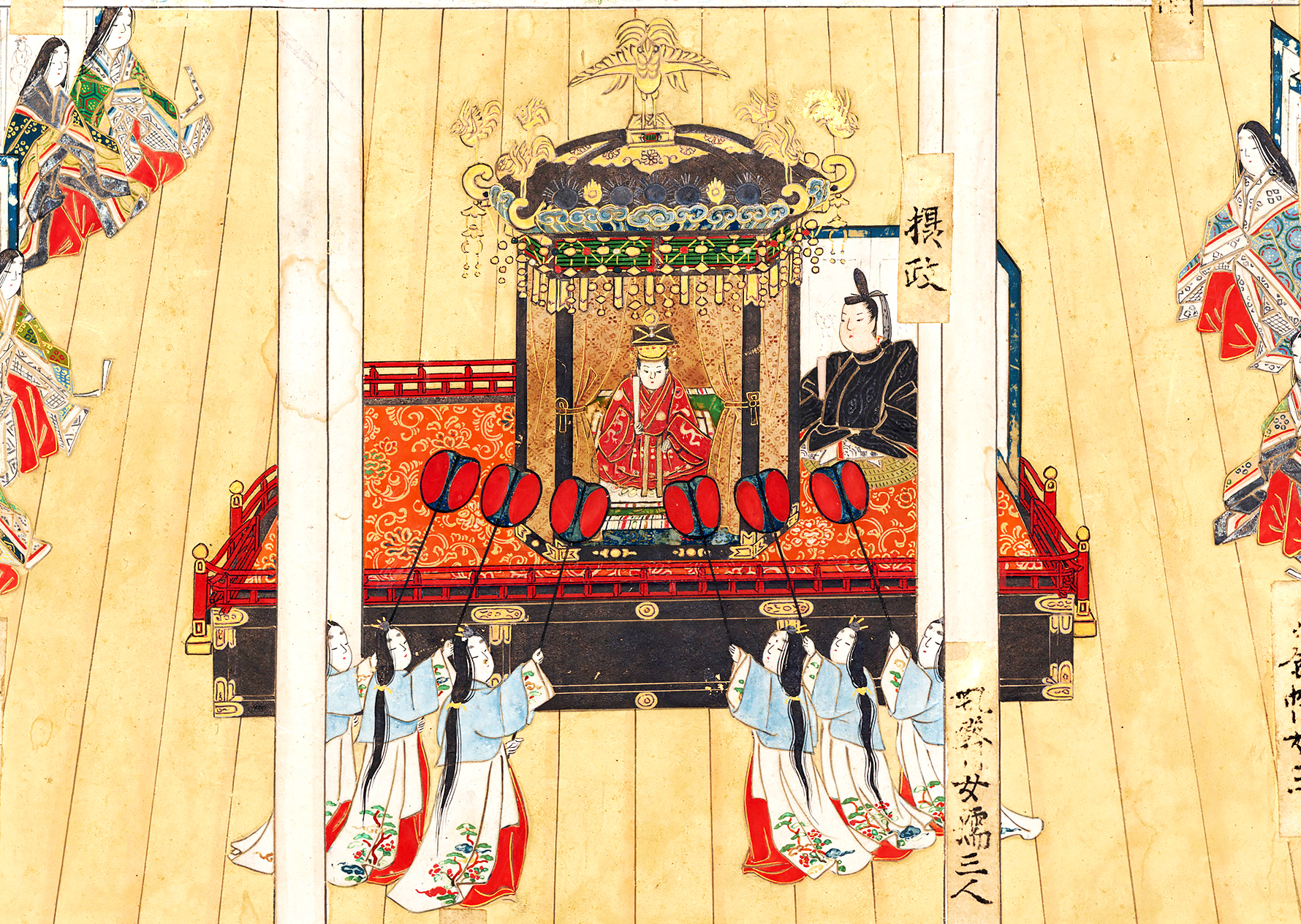
平額を挿す女孺。『霊元天皇即位・後西天皇譲位図屏風』より。
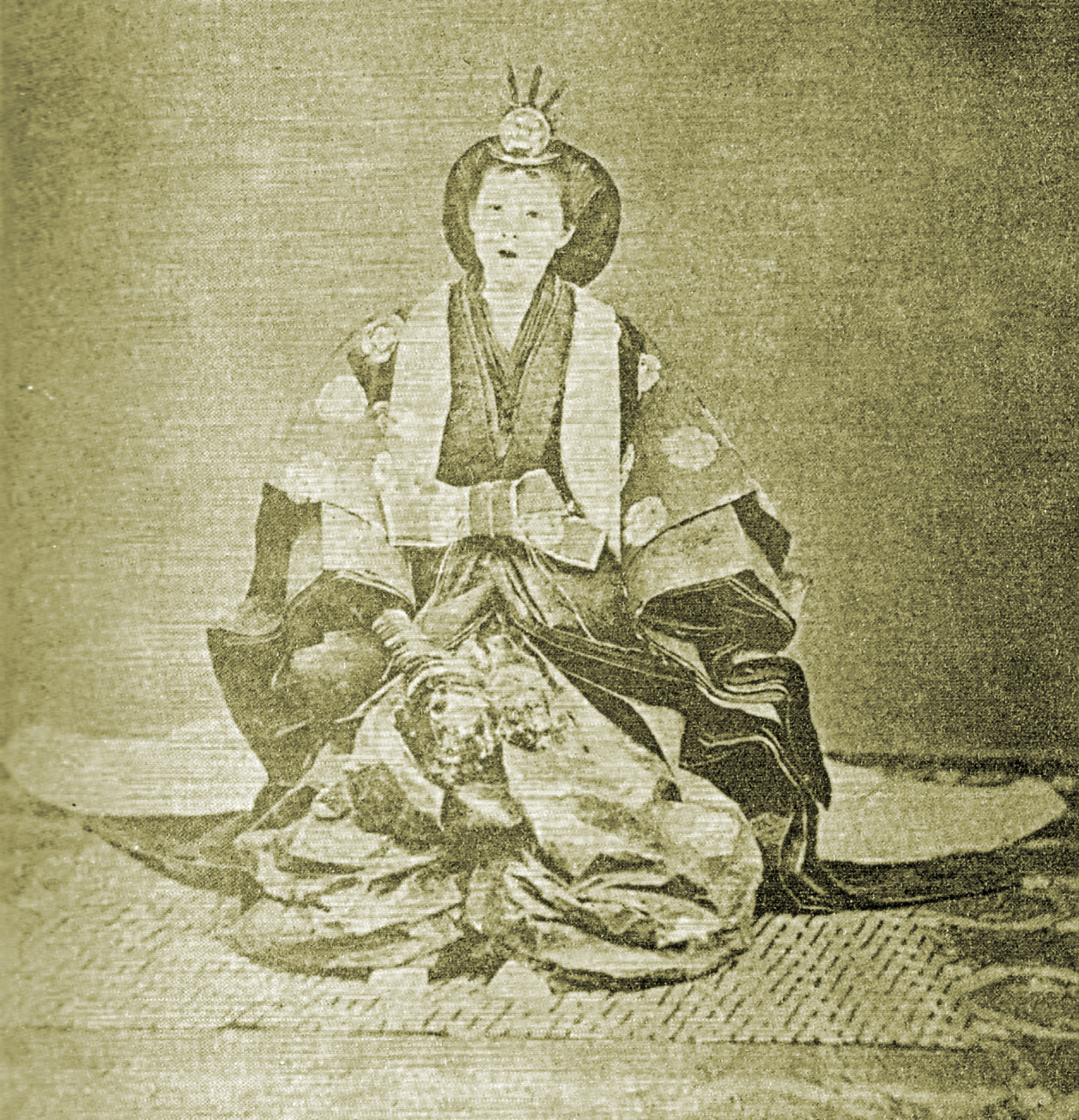
平額を挿す英照皇太后
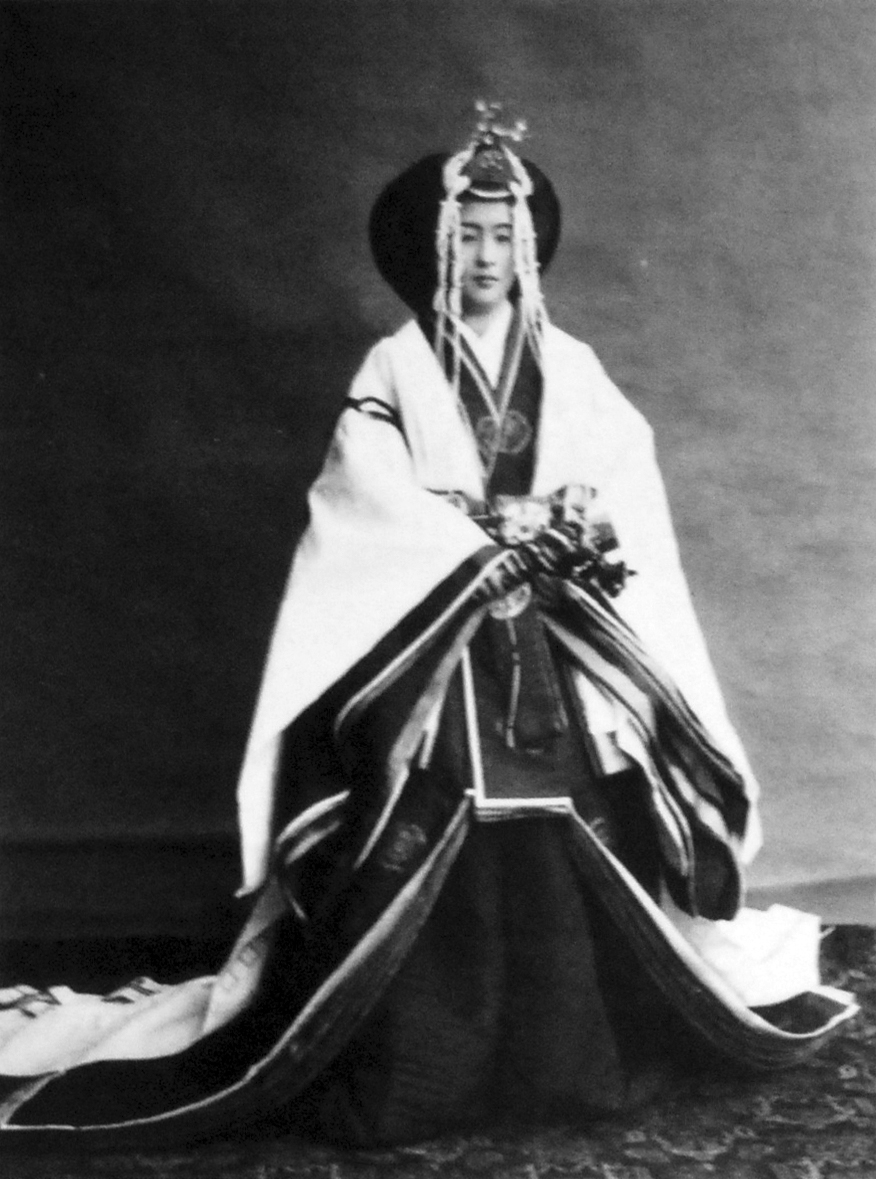
心葉付平額を挿す梨本宮妃伊都子
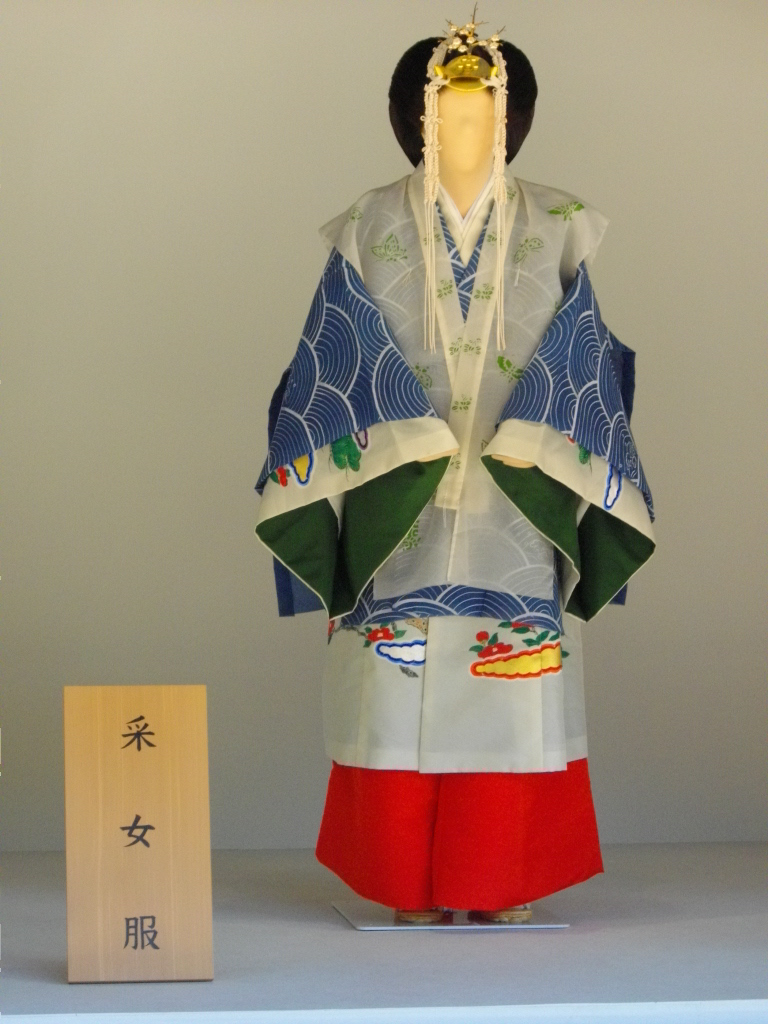
采女装束